# Liste des stations de radio en Algérie
Cet article présente la liste des stations de radio en Algérie.

## Radios publiques

### Nationales
- La Radio algérienne (ou Établissement public de radiodiffusion sonore, abrégé en EPRS) est l'organisme public national de radiodiffusion de l'Algérie. Il dispose de trois stations nationales, d'une station à diffusion internationale, de trois stations thématiques et de 32 stations régionales. Cet organisme, qui revendique 20 millions d'auditeurs en Algérie, diffuse en arabe, berbère et français :
  - Alger Chaîne 1 - diffuse en arabe
  - Alger Chaîne 2 - diffuse en berbère
  - Alger Chaîne 3 - diffuse en français
  - Radio Algérie Internationale
  - Radio Culture
  - Radio Coran
  - Jil FM
  - Ifrikya FM

### Régionales
Cette rubrique présente les radios régionales algériennes appartenant à l'Établissement public de radiodiffusion sonore (EPRS).
- Radio Ain-Defla
- Radio Adrar
- Radio Ahaggar
- Radio Annaba
- Radio Souk-Ahras FM
- Radio Ain Temouchent
- Radio Aurès
- Radio Biskra
- Radio El Hidhab (Sétif)
- Radio Tizi ouzou
- Radio Blida
- Radio Bordj Bou Arreridj
- Radio Boumerdès
- Radio Chef
- Radio Cirta
- Radio Costantine
- Radio Dahra
- Radio El Bahdja
- Radio El Bayadh
- Radio Soummam
- Radio El Bahia
- Radio Jijel

## Radios privées
- Jow Radio - diffuse en arabe et français
- Skyrock Alger - diffuse en français